# Wilhelm Stadler
Wilhelm Stadler (* 15. Mai 1884 in Ansbach; † 1956 ebenda) war ein deutscher Industriemanager.

## Leben
Wilhelm Stadler studierte nach dem Abitur am Gymnasium in Ansbach an den Universitäten Erlangen und Würzburg Rechtswissenschaften. In Erlangen wurde er 1904 Mitglied des Corps Onoldia. Nach dem Referendariat in München und Ansbach ließ er sich als Rechtsanwalt in Ansbach nieder. Nach Promotion zum Dr. jur. und Teilnahme am Ersten Weltkrieg von 1914 bis 1916 wurde er 1916 Direktor der Firma Matthias Oechsler & Sohn, Bein- Metall- Horf-, Kunsthorn-, Celloid- und Gummiwarenfabriken in Ansbach, Weißenburg in Bayern und Riegersdorf in der damaligen Tschechoslowakei.
Wilhelm Stadler war Vorstandsmitglied des Bayerischen Industriellenverbandes und 1. Vorsitzender der Ortsgruppe Ansbach. Er war Beisitzer bei der zweiten Spruchkammer des Oberversicherungsamtes Nürnberg, Mitglied des Steuerausschusses, Vorsitzender des Handelsgremiums Ansbach und Beisitzer des Landesarbeitsgerichts Ansbach.

## Schriften
- Das Weiderecht mit besonderer Berücksichtigung der Verhältnisse im ehemaligen Markgrafentum Ansbach, 1916